# 순릉 (경순왕후)
순릉(純陵)은 조선 도조의 비 경순왕후의 능이다. 함경남도 함주군 서호면 능전리에 있다.

## 개요
함경남도 함주군 서호면 능전리에 있는 도조의 비 경순왕후 박씨의 능이다. 경순왕후는 태조 이성계의 조모이다.
조선 개국 직후인 1392년(태조 원년) 음력 8월 8일 태조가 자신의 4대조를 추존하고, 아들 이방원을 보내 각 무덤에 치제를 하고 능호를 올렸다. 이때 박씨의 무덤에는 순릉(純陵)의 능호가 올려졌다. 또 이 해 음력 10월 28일에는 능지기 권무 2명과 수릉호를 몇 호 두고, 재궁도 세웠다. 이후 1670년(현종 11년)과 1701년(숙종 27년)에 봉분을 다시 세웠다. 순릉에는 종8품 봉사 1명과 종9품 참봉 1명을 두어 능을 관리하게 하였다.
한편 2009년 6월 27일 대한민국에 있는 조선왕릉이 세계문화유산으로 등재되었으나, 순릉은 그 대상에 포함되지 않았다.

## 관련 사건
- 1398년(태조 7년) 음력 7월에 동북면에 갔던 공조전서 유한우가 돌아오던 중 전시의 집에 들렀는데, 전시는 유한우로부터 "순릉을 옮겨 장사하는데 석물들이 매우 사치하고 화려하다."라는 말을 들었다. 이에 전시는 "국군의 능이라면 괜찮지만, 순릉이 그렇게 화려할 필요가 있는가?"라고 하였다. 결국 이 일로 전시는 국문을 받고 갑주로 귀양을 갔다. 또 국문을 하면서 10명 이상이 함께 논의를 한 것이 밝혀졌는데, 이 중 언관이었던 황희, 박수기 등은 폄직을 당하였고, 개국공신이자 전시의 장인 유원정 등은 면죄하였다.[7][8]
- 1400년(정종 2년) 음력 7월 25일에 비가 내려서 능이 무너졌다.[9]
- 1723년(경종 3년) 음력 2월 23일에 화재가 나 경종이 변복을 하는 등의 조치를 취하고, 3일째 되던 날에 위안제를 행하고 예조 관원들을 보내 봉심하게 하였다.[10]